# Ордер на жиле приміщення
О́рдер (фр. ordre — наказ, порядок, от лат. ordo — ряд, порядок) на жиле приміщення — письмове розпорядження на заселення жилого приміщення, що видається на підставі рішення виконавчого комітету органу місцевого самоврядування чи місцевої державної адміністрації. Є єдиною підставою для заселення в надане жиле приміщення, видається лише на вільне жиле приміщення, має чітко встановлену форму.
Ордер на жиле приміщення може бути визнано недійсним у судовому порядку у випадках подання громадянами не відповідаючих дійсності відомостей про потребу в поліпшенні житлових умов, порушення прав інших громадян або організацій на зазначене в ордері жиле приміщення, неправомірних дій службових осіб при вирішенні питання про надання жилого приміщення, а також в інших випадках порушення порядку і умов надання жилих приміщень.
Вимогу про визнання ордера недійсним може бути заявлено протягом трьох років з дня його видачі.
Форма ордеру встановлюється Постановою Ради міністрів Української РСР і Української республіканської ради професійних спілок від 11 грудня 1984 р. N 470 «Про затвердження Правил обліку громадян, які потребують поліпшення житлових умов, і надання їм жилих приміщень в Українській РСР».